# アイテープ
アイテープとは、まぶたに貼り付け、二重にする、または二重幅を広くするためのものである。

## 種類
まぶたどうしをくっつけるもの、片面だけのりがついているもの、絆創膏タイプなど、いろいろな製品が販売されている。